# 1960-as bajnokcsapatok Európa-kupája-döntő
Az 1959–1960-as bajnokcsapatok Európa-kupája (BEK) döntőjét 1960. május 18-án rendezték a glasgowi Hampden Parkban. A döntőben a spanyol Real Madrid és a nyugat-német Eintracht Frankfurt találkozott. A futball történelem egyik legnagyszerűbb döntője volt 135000 néző előtt, amit a Real Madrid nyert 7–3-ra.
Puskás Ferenc és Alfredo Di Stéfano azon kevesek egyikei, akik 3 gólt szereztek a Bajnokcsapatok Európa-kupája vagy a UEFA-bajnokok ligája döntőiben. Puskás a 4 góljával rekordot állított fel, máig nem szerzett senki ennyi gólt egy BEK/BL- döntőn belül.

## Mérkőzésadatok
| 1960. május 18. |

| Real Madrid                                              | 7–3   | Eintracht Frankfurt     |
| -------------------------------------------------------- | ----- | ----------------------- |
| Di Stéfano 27' 30' 73' Puskás 45' 56' (11-esből) 60' 71' | (3–1) | Kress 18' Stein 72' 75' |

| Hampden Park, Glasgow Nézőszám: 135 000 Játékvezető: Jack Mowat ( Skócia) |

| Real Madrid | Eintracht Frankfurt |

| REAL MADRID: |    |                    |
|              |    |                    |
| GK           | 1  | Rogelio Domínguez  |
| RB           | 2  | Marquitos          |
| CD           | 5  | José Santamaría    |
| LB           | 3  | Pachín             |
| MF           | 4  | José María Vidal   |
| MF           | 6  | José María Zárraga |
| RW           | 7  | Canário            |
| FW           | 8  | Luis del Sol       |
| FW           | 9  | Alfredo Di Stéfano |
| FW           | 10 | Puskás Ferenc      |
| LW           | 11 | Francisco Gento    |
| Vezetőedző:  |    |                    |
| Miguel Muñoz |    |                    |

| E. FRANKFURT: |    |                        |
|               |    |                        |
| GK            | 1  | Egon Loy               |
| DF            | 2  | Friedel Lutz           |
| DF            | 3  | Hermann Höfer          |
| MF            | 4  | Hans Weilbächer        |
| DF            | 5  | Hans-Walter Eigenbrodt |
| MF            | 6  | Dieter Stinka          |
| FW            | 7  | Richard Kress          |
| FW            | 8  | Dieter Lindner         |
| FW            | 9  | Erwin Stein            |
| FW            | 10 | Alfred Pfaff           |
| FW            | 11 | Erich Meier            |
| Vezetőedző:   |    |                        |
| Paul Oßwald   |    |                        |

| Az 1959–60-as bajnokcsapatok Európa-kupájának győztese |
| Real Madrid 5. cím                                     |
| ‹ 1958–59 Real Madrid                                  |
| Benfica 1960–61 ›                                      |

## Lásd még
- 1959–1960-as bajnokcsapatok Európa-kupája

## Külső hivatkozások
- Az 1959–60-as BEK-szezon mérkőzéseinek adatai az rsssf.com (angolul)